# 4453 Борнгольм
4453 Борнгольм (4453 Bornholm) — астероїд головного поясу, відкритий 3 листопада 1988 року.
Тіссеранів параметр щодо Юпітера — 3,228.